# NGC 127
NGC 127 је лентикуларна галаксија у сазвежђу Рибе која се налази на NGC листи објеката дубоког неба.
Деклинација објекта је + 2° 52' 24" а ректасцензија 0h 29m 12,3s. Привидна величина (магнитуда) објекта NGC 127 износи 14,8 а фотографска магнитуда 15,8. NGC 127 је још познат и под ознакама MCG 0-2-50, CGCG 383-29, NPM1G +02.0013, IRAS 00266+0235, PGC 1787.